# جين هاريسون (كاتبة)
جين هاريسون (بالإنجليزية: Jane Harrison)‏ هي مؤلفة وكاتِبة أسترالية، ولدت في 1960.